# 霍羅德尼亞夫卡
50°17′57″N 27°16′1″E / 50.29917°N 27.26694°E
霍羅德尼亞夫卡（羅馬化：Horodniavka）是烏克蘭的村落，位於該國西部赫梅利尼茨基州，由舍佩蒂夫卡區負責管轄，處於利茲尼夫卡河畔，始建於1545年，面積1.02平方公里，海拔高度235米，2007年人口481。